# Mongoliet ved sommer-OL 2020
Mongoliet deltog under Sommer-OL 2020 i Tokyo som blev afviklet i perioden 23. juli til 8. august 2021.

## Medaljer
| 2020 Tokyo | Guld | Sølv | Bronze | Total |
| Mongoliet  | 0    | 1    | 3      | 4     |

### Medaljevinderne
| Mongoliet under sommer-OL 2020 i Tokyo | Mongoliet under sommer-OL 2020 i Tokyo | Mongoliet under sommer-OL 2020 i Tokyo | Mongoliet under sommer-OL 2020 i Tokyo | Mongoliet under sommer-OL 2020 i Tokyo |
| Medalje                                | Navn                                   | Sport                                  | Event                                  | Dato                                   |
| -------------------------------------- | -------------------------------------- | -------------------------------------- | -------------------------------------- | -------------------------------------- |
| Sølv                                   | Saeid Mollaei                          | Judo                                   | Mændenes 81 kg                         | 27. juli                               |
| Bronze                                 | Urantsetseg Munkhbat                   | Judo                                   | Damernes 48 kg                         | 24. juli                               |
| Bronze                                 | Tsogtbaataryn Tsend-Ochir              | Judo                                   | Mændenes 73 kg                         | 26. juli                               |
| Bronze                                 | Bat-Ochiryn Bolortuyaa                 | Brydning                               | Damernes 53 kg fristil                 | 6. august                              |